# Megingiard
Der Megingiard (auch Megingjörd, Megingjörð, altnordisch, Femininum Plural megin-gjarðar, Dativ megingjǫrðum) ist in der nordischen Mythologie der kraftverleihende Gürtel des Gottes Thor (Þórr). Nach Kapitel 21, Gylfaginning, aus der Prosa-Edda von Snorri Sturluson, besitzt Thor drei attributive Ausrüstungsgegenstände, oder Kleinode, neben dem bekannten Hammer Mjölnir und dem Handschuh Járngreipr, den Megingiard. Der Gürtel verlieh seinem Träger unerschöpfliche Kraft. So war es Thor gewohnt, seine Stärke dadurch zu demonstrieren, indem er Gegenstände von hohem Gewicht anhob.

„Hann á ok þrjá kostgripi. Einn þeira er hamarrinn Mjöllnir, er hrímþursar ok bergrisar kenna, þá er hann kemr á loft, ok er þat eigi undarligt. Hann hefir lamit margan haus á feðrum eða frændum þeira. Annan grip á hann beztan, megingjarðar, ok er hann spennir þeim um sik, þá vex honum ásmegin hálfu. Inn þriðja hlut á hann, þann er mikill gripr er í. Þat eru járnglófar. Þeira má hann eigi missa við hamarskaftit. En engi er svá fróðr, at telja kunni öll stórvirki hans, en segja kann ek þér svá mörg tíðendi frá honum, at dveljast munu stundirnar, áðr en sagt er allt, þat er ek veit.“

„Er besitzt drei Kleinode, den Hammer Mjölnir, den Hrimthursen und Bergriesen kennen, wenn er geworfen wird; was nicht überrascht, ist, dass er vielen Vätern oder Freunden damit den Kopf zerschlagen hat. Sein zweites Kleinod ist Megingiard; wenn er sich den umschnallt, wächst ihm doppelte Asen-Kraft. Das dritte Kleinod von großem Wert ist Járnglófar; denn den kann er nicht missen, um den Stiel des Hammers zu fassen. Keiner ist so klug, dass er alle seine großen Taten zu erzählen weiß. Ich könnte so manche Nachricht von ihm berichten, dass der Tag vergeht, bis ich alles gesagt habe, was ich weiß.“

Thor ist mit seinem Gürtel auf dem Runenstein Vg 56 abgebildet.